# Sergio Caletti
Rubén Sergio Caletti (Buenos Aires, 30 de marzo de 1947-ibídem, 15 de noviembre de 2015) fue un destacado teórico de la comunicación, periodista y docente argentino. Fue profesor en las universidades de Buenos Aires, México, Quilmes y Entre Ríos y la Universidad Nacional de San Juan. Ejerció como Decano de la Facultad de Ciencias Sociales de la Universidad de Buenos Aires entre 2009 y 2014. Falleció en Buenos Aires el 15 de noviembre de 2015, a los  68 años.

## Biografía
Hijo del filósofo Oberdán Caletti y  Elena Kaplan, estudió en el Colegio Nacional de Buenos Aires. Se inició como periodista en Leoplán en 1965. También trabajó, junto a Pepe Eliaschev, Horacio Verbitsky y otros, en el semanario Análisis.  Inició sus estudios universitarios en la Carrera de Sociología de la UBA, que luego continuó en la UNAM, en una breve estadía en México entre 1970 y 1971. De extracción peronista, participó en la campaña de prensa de Héctor J. Cámpora en 1973 y Secretario de Prensa, Difusión y Turismo de Oscar Bidegain, en el Gobierno de la Provincia de Buenos Aires. Durante la dictadura cívico-militar, estuvo exiliado brevemente en Italia y luego se radicó en México. Junto a Héctor Schmucler, Nicolás Casullo, José Aricó, Adriana Puiggrós, Jorge Bernetti y otros, formó parte del llamado "Grupo de los reflexivos", hacia 1977. En 1981, crearon la revista Controversia, análisis de la realidad argentina desde el exilio. En esos años, además, fue pareja de Paz Alicia Garciadiego, con quien tuvo una hija, la historiadora Bárbara Caletti Garciadiego.
En 1987, Caletti fue uno de los fundadores de la carrera de Ciencias de la Comunicación de la Universidad de Buenos Aires, donde se desempeñó como profesor titular de Teoría de la Comunicación III hasta sus últimos días. Integró el gobierno de la Facultad de Ciencias Sociales (UBA) en el Claustro de Profesores.
En 2008, integró  Espacio Carta Abierta, conformado en el marco del conflicto del gobierno argentino con las entidades agrarias, junto a otros intelectuales argentinos, entre ellos, Horacio González, Horacio Verbitsky, Nicolás Casullo, Adriana Puiggrós, Eduardo Jozami y Ricardo Forster.
El 21 de diciembre de 2009 fue elegido decano de la Facultad de Ciencias Sociales (UBA) para el período 2010-2014. Fue sucedido en el cargo por Glenn Postolski.
Ha dirigido múltiples investigaciones sobre comunicación, epistemología y teoría de la ideología. Entre otras, Marxismo, psicoanálisis, comunicación: discusiones althusserianas. Tras su muerte, fue reconocido por sus colegas tanto de la Facultad de Ciencias Sociales de la UBA como de la Facultad de Ciencias de la Educación de la UNER, a donde fue donada su biblioteca. Algunos papeles de archivo están en el Cedinci.

## Artículos
- "La discusión aún no terminó", La Nación (2009)
- "Una nueva etapa en la crisis", Rayando los confines (2008)
- "La UBA, una oportunidad", Página/12 (2013)
- "A disfrutar de su palabra", Página/12 (2015)

## Obra
- Caletti, S. "El hombre que está solo y espera muy poco: apuntes para una reflexión sobre identidades y política en la Argentina contemporánea" en AA.VV. Boletín de la Biblioteca del Congreso de la Nación. Buenos Aires. n.º 120, 2000.
- Caletti, S. "Repensar el espacio de lo público; un esbozo histórico para situar las relaciones entre medios, política y cultura" en AA.VV. Boletín de la Biblioteca del Congreso de la Nación. Buenos Aires. n.º 123.
- Caletti, S. Elementos de comunicación. Bernal: Universidad Nacional de Quilmes, 2002. ISBN 9789871782598
- AA.VV: Globalización y nuevas ciudadanías.  II Jornadas Interdisciplinarias de Ciencias Sociales y Filosofía. Mar del Plata: Suárez, 2003.	 ISBN 9879494326
- AA.VV: Democracia y derechos humanos: los desafíos actuales. Buenos Aires: Paidós, 2009. ISBN 9789501245585
- Caletti, S.; Romé, N.; Sosa, M. (coords.) Lecturas de Althusser: proyecciones de un campo problemático. Buenos Aires: Imago Mundi, 2011. ISBN 9789507931178
- Caletti, S. (coord.) Sujeto, Política y Psicoanálisis. Buenos Aires: Prometeo, 2012. ISBN 9789875745353
- Caletti, S. y Romé, N. (coords.) La Intervención de Althusser. Buenos Aires: Prometeo, 2012.  ISBN 9789875744974